# Teluk Balikpapan
Teluk Balikpapan är en vik i Indonesien.   Den ligger i provinsen Kalimantan Timur, i den nordvästra delen av landet, 1 200 km öster om huvudstaden Jakarta.